# Первый дивизион чемпионата мира по хоккею с шайбой среди женщин 2020
Чемпионат мира по хоккею с шайбой среди женщин 2020 года в I-м дивизионе — отменённый турнир первого дивизиона чемпионата мира среди женщин по хоккею с шайбой под эгидой ИИХФ, которое должен был пройти в 2020 году. Места проведения определилось на ежегодном конгрессе ИИХФ в мае 2019 года.

## Определения места проведения
Места проведения турнира были определены на ежегодном конгрессе ИИХФ, который состоялся в мае 2019 года во время чемпионата мира.
Турнир группы A должен был пройти в небольшом французском городе Анже с 12 по 18 апреля 2020 года. Французы заявили также и резервный город Эпиналь. Турнир группы B планировалось провести в польском городе Катовице с 28 марта по 3 апреля 2020 года.